# آکوامید
آکوامید (به انگلیسی : Aquamid ) یک پرکننده غیرقابل جذب برای مقاصد زیبایی و ترمیمی است که حاوی 97.5٪ آب و 2.5٪ ژل پلی اکریل آمید است. ژل آکوامید برای پر کردن خطوط صورت و حجم دادن به لب و بالا کشیدن بینی مورد استفاده قرار می‌گیرد. آکوامید هنوز برای فروش در ایالات متحده مورد تأیید سازمان غذا و دارو قرار نگرفته است.